# 티티 체리
《티티 체리》(영어: Tea Tea Cherry, 중국어: 果茶蜜探)는 초이락컨텐츠컴퍼니에서 만든 대한민국 애니메이션으로, KBS 2TV에서 2021년 12월 30일부터 2022년 7월 7일까지 매주 목요일 오후 5시 15분에 방영되었다. 이후 2022년 12월 8일부터 2023년 1월 19일까지 오후 5시 40분에서 KBS 키즈에서 방영되었다. 시즌 2는 EBS 1TV에서 가을 개편으로 2025년 9월 3일부터 방영될 예정이다. 티티체리 키즈카페는 2025년 12월 30일부터 개관될 예정이다.

## 줄거리
평범한 여중생으로 보이지만 알고 보면 신비한 능력을 가진 체리와 베리. 사랑과 질투의 힘이 넘치는 체리, 친구를 아끼는 마음을 지닌 베리는 어느 날 과일 디저트 카페 '티티 카페' 초대장을 받게 된다. 동화같이 예쁜 카페의 지하에는 사실 비밀 지하기지가 있고 그 곳에서 둘은 지구와 연결된 퍼즈니멀 우주의 비밀을 알게 된다. 우주의 사악한 마법사인 니노스가 퍼즈니멀 고양이 쿠쿠냥을 가둬버리자 지구에도 큰 재앙이 덮치고, 체리와 베리는 각각 티티 체리와 티티 베리로 변신하여 퍼즈니멀 우주로 출동, 악당 니노스가 가둬 놓은 쿠쿠냥을 무사히 구해낸다. 그리고 또 다른 멤버인 티티 레몬을 만나게 되며 본격적으로 지구와 퍼즈니멀 우주를 구하기 위한 활동을 시작하게 된다!

## 등장인물

### 티티 크루 학생 과 티티카페 직원 소개
- 체리(티티 체리) : 귀엽고 활달한 중1 소녀
- 베리(티티 베리) : 순수하고 차분한 중1 소녀
- 레몬(티티 레몬) : 개성 지닌 중1 소녀
- 용과(티티 용과) : 열혈 중1 소녀
- 키위(티티 키위) : 아르바이트 고2 소녀
- 배타민(바이타민) : 티티카페 의 메니저
- 칠리 (티티카페의 사장) : 타민의 매니저의 책임자
- 나르숑 (티티크루의 모험가.무적)

### USB (Universal Super Badman) (악역)
- 클라우드(USB의 수장.무적)
- 니노스
- 아일(니노스의 후임.무적)
- 망고스틴 (스페셜부터 등장.무적)

### 퍼즈니멀
- 쿠쿠냥(고양이)
- 마부리(큰부리새)
- 스타핀(돌고래)
- 졸리달(해달)
- 쥬얼리온(사자)
- 나토킹(토끼)
- 톡빼미(올빼미)
- 히포드럼(하마)
- 모팔카(알파카)
- 데코릴라(고릴라)
- 차쿤(너구리)
- 후르츠다일(악어)
- 덤볼프(늑대)

악역 퍼즈니멀 (클라우드의 측근들)
- 뚤더지(두더지) (니노스의 부하이기도 했다.)
- 카라멜레온(카멜레온)
- 스컹팅크(스컹크)
- 모스키드(모기)
- 포그냥(고양이) (스페셜부터 등장)

### 니노스의 부하
- 쿠키집사
- 거대 석상
- 휴지 귀신
- 거대 게
- 차장숑
- 해골병사
- 니토킹
- 자명종 로봇
- 스피커몬
- 경비 로봇
- 마네킹 로봇
- 철갑 기사
- 티티크루 변신 활약상 . 기차승무원 와 철도경찰. 탐험가 . 파티시에 복

## 목소리 출연
- 장예나: 체리(티티 체리), 데코릴라, 니토킹, 용과(티티 용과)
- 유영: 베리(티티 베리), 나르숑, 스타핀, 마부리, 뚤더지, 체리 엄마
- 이지현: 레몬(티티 레몬), 키위(티티 키위), 니노스, 쿠키집사, 졸리달, 휴지 귀신, 차장숑, 히포드럼, 쥬얼리온, 자명종 로봇, 포그냥
- 박시윤: 망고스틴, 딸기케이크요정
- 심규혁: 배타민(바이타민), 디스코봇, 스컹팅크, 체리 아빠, 거대 석상
- 홍진욱: 칠리, 거대게, 스피커몬, 클라우드, 덤볼프, 철갑 기사
- 남도형: 아일, 카라멜레온, 모스키드
- 소연 : 메론(티티 메론), 카리나
- 서반석 : 크크, 메론 아빠
- 윤여진 : 메론 엄마
- 이윤희 : 망고 (티티 망고)

## 제작진
- 책임프로듀서 : 김자현, 박성주 (KBS판만) 이선희 (EBS판만)
- 프로듀서 : 이순주 (KBS판만) 최미란 (EBS판만)
- 원작 : 초이락컨텐츠컴퍼니
- 기획 : KBS
- 총괄 : 최종일, 최진환
- 총감독 : 최신규, 김선태
- 감독 : 추광호
- 기획 프로듀서 : 오해원, 성원영, 나유미
- 시나리오 : 조정희, 오정은 이충복
- 디자인: [스케치 아일랜드] 김영진
- 캐릭터 디자인: 성승민, 김다영, 김보미
- 프로듀서: 양재호
- 제작 프로듀서: 백소영, 노미리, 신유미
- 스토리보드: 이의국, 임소령, 김혜원
- 모델링 아트감독: 최시원
- 모델링 팀장: 이현미
- 모델링: 김유미, 김태원, 이준호, 김민준
- 리깅: 박수영, 장우영, 이석관
- 애니메이션 감독: 최홍락, 임준석
- 애니메이션 팀장: 최예나, 이대현
- 애니메이션: 김유진, 김지훈, 박정빈, 임지현, 한재영, 이대현, 김보석, 김진동, 민경희, 이소정
- 구매관리: 임영섭, 이준범
- 프로그램 진행협조: 강한빛, 남영선, 한우섭, 이응진, 장석주, 원호진, 이병호, 김도원
- 아트디자인: 이승희
- 특별감독: 강현, 이상희, 최윤정
- 테크니컬 감독: 김진용
- 이펙트: 김대열
- 라이팅/렌더링/합성 팀장: 박성도
- 라이팅/렌더링/합성: 최지수, 남재경, 김현영, 김영진
- 애니메이션 제작 : 픽셀플레넷
- 음악 : 구자완 (Jawan Goo)
- 작·편곡 : 구자완, 문하영, 김영진
- 음악 제작 : 포시즌
- 녹음 제작 : CIC미디어
- 사운드슈퍼바이저 : 이재왕
- 녹음 : 조성민
- 효과 : 김학준
- 믹싱 : 김형진 (초이락컨텐츠컴퍼니)
- 홈페이지 : KBS 미디어 김하늘 (KBS판만)
- 종합편집 : 정혜원 (KBS판만)
- 자막디자인 : 황은서 (KBS판만)
- 문자그래픽 : 이민정
- 음향감독 : 전영균
- 기술감독 : 서진수, 김종기
- 조연출: 차한결 (KBS판만)
- 연출: 이순주 (KBS판만), 전경진 (EBS판만)
- 기획 : KBS
- 제작 : 초이락홀딩스
- 저작권 : 초이락홀딩스 ALL Rights Reserved.

### 스폐셜
- 총괄: 최종일
- 원작: 초이락컨텐츠컴퍼니
- 기획: 초이락컨텐츠컴퍼니
- 감독: 이슬기
- 기획 프로듀서: 성원영
- 시나리오: 조정희
- 캐릭터 원화: 최용훈, 김선아
- 프로듀서: 이홍주, 윤유병
- 제작 프로듀서: 최진호
- 제작 매니지먼트: 박인찬, 이지영, 이대화, 양병록, 서현덕, 손상우, 최지원, 김이슬, 신예린, 김윤아, 김선아, 허수연, 문성호, 유승주, 전진아, 김민중, 임준혁
- 스토리보드 슈퍼바이저: 정인철
- 스토리보드: 최지원
- 아트감독: 김정훈
- 캐릭터, 배경디자인 팀장: 정승준
- 캐릭터, 배경디자인: 김세민, 김후연, 이윤정, 양혜원
- 모델링 아트감독: 장용환
- 모델링 팀장: Suh Young, 장용훈
- 모델링: Haw Dylan, Kan Lun Justin, Wei hao, 홍길동, 노윤경, 이진아, 유희경, 김윤정, 정지요, 안수현, 이현우, 정우혁, 정유진
- 리깅: 이상현, 김영은, Eezee
- 테크나컬 감독: 임경훈, 정승원
- 테크니컬 슈퍼바이저: 구요한
- 애니메이션 감독: 김동준
- 편집: 이슬기
- 애니메이션 슈퍼바이저: 윤호상, 김치관
- 애니메이션 A팀: 채수정, 이유리
- 애니메이션 팀장: Sun Sun
- 애니메이션 B팀: Ah Peng, Kar Soon, Kai En, Kenneth, Zul, Seti Ulfa

Ku Amiry, SyuhadaY, eo Yee Teng
- 애니메이션 팀장: Nos
- 애니메이션 C팀: Naoki Charmaine, Angus(Jhui), Bear Maple, Syauqi Mira Shahrina
- 애니메이션 D팀: 박소희, 정종현, 이승희, 백우희, 서태희, 유동식, 김민채
- 애니메이션 감독: 한우섭
- 애니메이션 E팀: 방미희, 최정은, 안수정, 이혜인
- 이펙트 팀장: 정주호, Timothy
- 이펙트: 정승재. 이요한, 전수현, 최자운영, 최상재
- 모션그래픽: 박수미
- 라이팅, 렌더링, 합성 팀장: 이준영, 정재환, 김대훈
- 라이팅, 렌더링, 합성: 정예진, 이민주, 최홍주, 홍윤기, 이현정 빅민진 이수인, 오영은

조영신, 장소영, 박준석 홍성민, 김주영
- 애니 제작: 스튜디오더블바바(주)
- 제작협력: Miry, SkyLine
- 음악: 박정식, 조환성
- 음악제작: 질풍천사 TV
- 녹음 제작: CiCMedia
- 사운드슈퍼바이저: 조일오
- 녹음: 이유진
- 효과: 김세광, 이유진 ,이지은
- 믹싱: 김세광
- 기획: 초이락컨텐츠컴퍼니
- 제작: KBS 키즈

## 주제가
- 여는곡: 〈티티체리〉
- 삽입곡: 《오빠야》
  - 작사/작곡: 최신규
  - 편곡: 전홍민
  - 노래: 김나희
- 삽입곡: 〈영웅이 나타났다〉
  - 작사/작곡: 최신규
  - 편곡: 이주호, 최희찬
  - 노래: 진철(라운드어바웃), 서호, 조범진
- 닫는 곡: 〈히어로 천사〉
  - 작사/작곡: 최신규
  - 편곡: 이주호, 최희찬
  - 노래: 서호

## 방영 목록
| 회차       | 주제                                                                     | 방송 일자        |
| ---------- | ------------------------------------------------------------------------ | ---------------- |
| 1회        | 과자 굽는 쿠쿠냥을 구해라!                                               | 2021년 12월 30일 |
| 2화        | 고대 유적의 마부리를 구해라!                                             | 2022년 1월 7일   |
| 3화        | 노래하는 스타핀을 구해라!                                                | 2022년 1월 13일  |
| 4화        | 무인도에 갇힌 졸리달을 구해라!                                           | 2022년 1월 20일  |
| 5화        | 달리는 기차의 쥬얼리온을 구해라!                                         | 2022년 1월 27일  |
| 6화        | 용의 신전을 지키는 나토킹을 구해라! 1                                    | 2022년 2월 3일   |
| 7화        | 용의 신전을 지키는 나토킹을 구해라! 2                                    | 2022년 2월 24일  |
| 8화        | 시계탑의 톡빼미를 구해라!                                                | 2022년 3월 3일   |
| 9화        | 디스코하마 히포드럼을 구해라!                                            | 2022년 3월 10일  |
| 10화       | 마트에서 모팔카를 구해라!                                                | 2022년 3월 17일  |
| 11화       | 패션을 이끄는 데코릴라를 구해라!                                         | 2022년 3월 24일  |
| 12화       | 차를 대접하는 차쿤을 구해라!                                             | 2022년 3월 31일  |
| 13화       | 늪에 빠진 후르츠다일을 구해라!                                           | 2022년 4월 7일   |
| 14화       | 몬스터 저택에 갇힌 덤볼프를 구해라! 1                                    | 2022년 4월 14일  |
| 15화       | 몬스터 저택에 갇힌 덤볼프를 구해라! 2                                    | 2022년 4월 21일  |
| 16화       | 퍼즈니멀 타운의 축제를 도와라!                                           | 2022년 4월 28일  |
| 17화       | 티티크루, 장애물 경기를 돌파하라!                                        | 2022년 5월 5일   |
| 18화       | 뚤더지를 잡아라!                                                         | 2022년 5월 12일  |
| 19화       | 인형뽑기 게임으로 퍼즈니멀을 구해라!                                     | 2022년 5월 19일  |
| 20화       | 마부리의 수정구슬을 찾아라!                                              | 2022년 5월 26일  |
| 21화       | 티티크루 주사위를 던져라!                                                | 2022년 6월 2일   |
| 22화       | 용의 생일잔치를 도와라!                                                  | 2022년 6월 9일   |
| 23화       | 위기에 빠진 폭주기차를 구해라! 직업 변신 명 :기차승무원 철도경찰 변신 함 | 2022년 6월 16일  |
| 24화       | 티티크루, 샌드위치 배달을 도와라!                                        | 2022년 6월 23일  |
| 25화       | 비눗방울 축제에서 퍼즈니멀을 구해라!                                     | 2022년 6월 30일  |
| 최종화(26) | 티티크루와 아일의 마지막 대결!                                           | 2022년 7월 7일   |

### 스폐셜
| 회차 | 주제                                                                                        | 방송 일자        |
| ---- | ------------------------------------------------------------------------------------------- | ---------------- |
| 1회  | 지구에 나타난 요괴들                                                                        | 2022년 12월 1일  |
| 2화  | 지구에 나타난 요괴들                                                                        | 2022년 12월 8일  |
| 3화  | 지구에 나타난 요괴들                                                                        | 2022년 12월 15일 |
| 4화  | 요괴의 등장                                                                                 | 2022년 12월 22일 |
| 5화  | 티티크루의 새로운 능력 티티체리: 티티파이어 티티베리: 티티아쿠아 티티레몬 : 티티스파크 능력 | 2022년 12월 29일 |
| 6화  | 포그냥을 잡아라                                                                             | 2023년 1월 12일  |
| 7화  | 포그냥을 잡아라 2                                                                           | 2023년 1월 19일  |

## 제품 정보

### ECP-A 제품
- ECP-A01 쿠쿠냥과 과자집
- ECP-A02 마부리와 고대유적
- ECP-A03 스타핀과 화장실
- ECP-A04 졸리달과 무인도
- ECP-A05 덤볼프와 수상한 저택
- ECP-A06 쥬얼리온과 기차
- ECP-A07 나토킹과 용의 신전
- ECP-A08 톡빼미와 시계탑
- ECP-A09 히포드럼과 댄스 게임장
- ECP-A10 모팔카와 마트
- ECP-A11 데코릴라와 의상실
- ECP-A12 차쿤과 응접실
- ECP-A13 후르츠다일과 산길
- ECP-A14 체인지타임 체리
- ECP-A15 체인지타임 베리
- ECP-A16 체인지타임 레몬
- ECP-A17 리틀체인지 스쿨룩 체리
- ECP-A18 리틀체인지 스쿨룩 베리
- ECP-A19 리틀체인지 스쿨룩 레몬
- ECP-A20 리틀체인지 랜덤 티티박스 Vol.01
- ECP-A21 상큼팡팡 패션 티티워치
- ECP-A22
- ECP-A23 리틀체인지 랜덤 티티박스 Vol.02
- ECP-A24 리틀체인지 랜덤 티티박스 Vol.03

### ECP-B 제품
- ECP-B01 비밀 스케치북

## 같이 보기
- 소피 루비